# Deutsche Meisterschaften in der Nordischen Kombination 2014

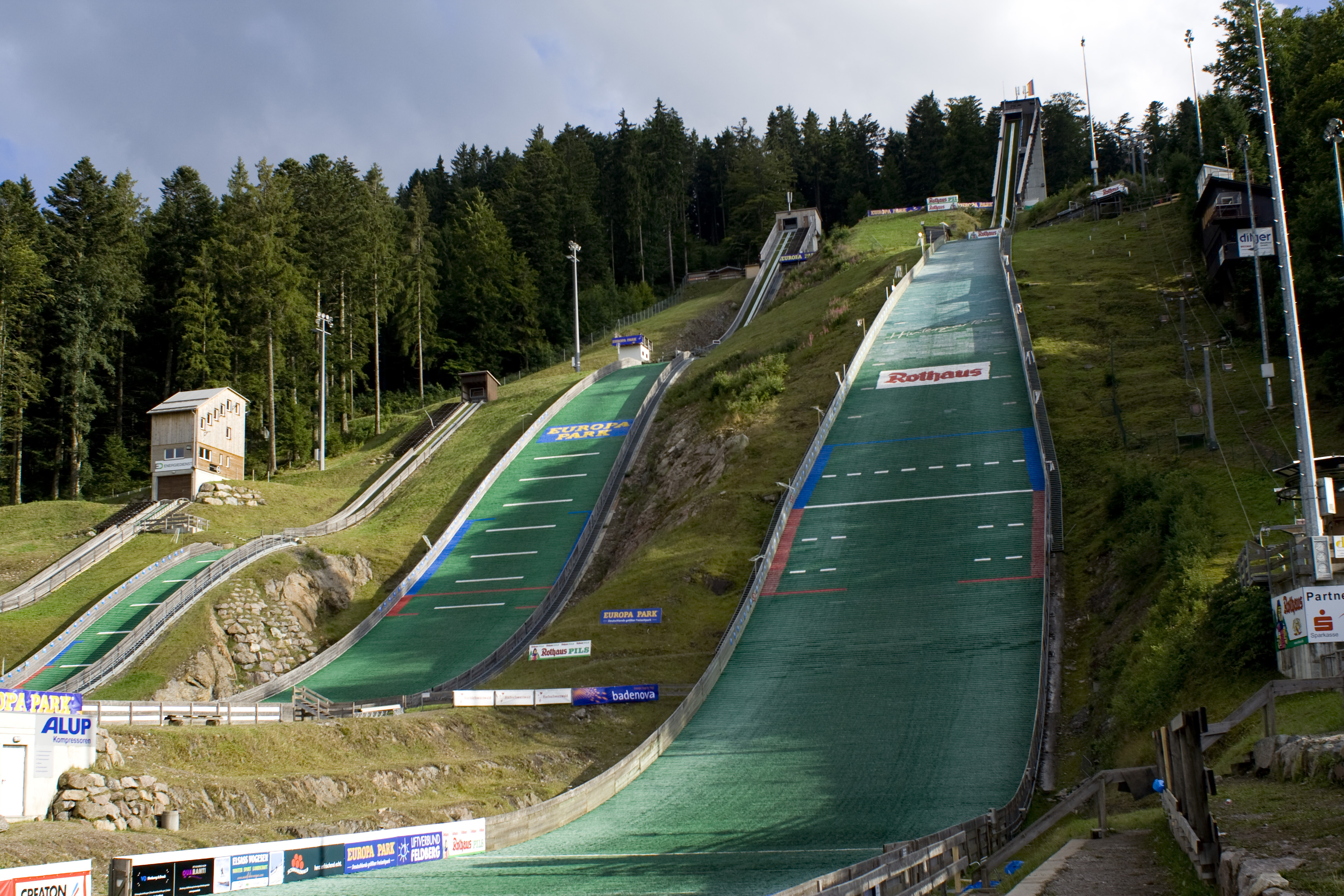
Adler-Skistadion Hinterzarten

Die Deutschen Meisterschaften in der Nordischen Kombination 2014 fanden am 4. und 5. Oktober 2014 im baden-württembergischen Hinterzarten statt. Der Veranstalter war der Deutsche Skiverband, die Organisatoren der Skiclub Hinterzarten und der Skiverband Schwarzwald. Die Sprungwettbewerbe wurden auf der Rothausschanze im Adler-Skistadion ausgetragen. Es fand ein Gundersen-Wettkampf von der Großschanze sowie ein Teamsprint statt. Der Wettkampf der Junioren war im Einzelwettkampf der Herren integriert.
Deutscher Meister im Einzel wurde Johannes Rydzek, der gemeinsam mit dem Juniorenmeister Jakob Lange auch den Teamsprint für den Bayerischen Skiverband gewinnen konnte. Rennleiter der Meisterschaften war Michael Lais, Bundestrainer war Hermann Weinbuch. Die Wettkämpfe wurden gleichzeitig mit den Deutschen Meisterschaften im Skispringen der Damen ausgetragen.

## Ergebnisse

### Einzel (Gundersen 10km)

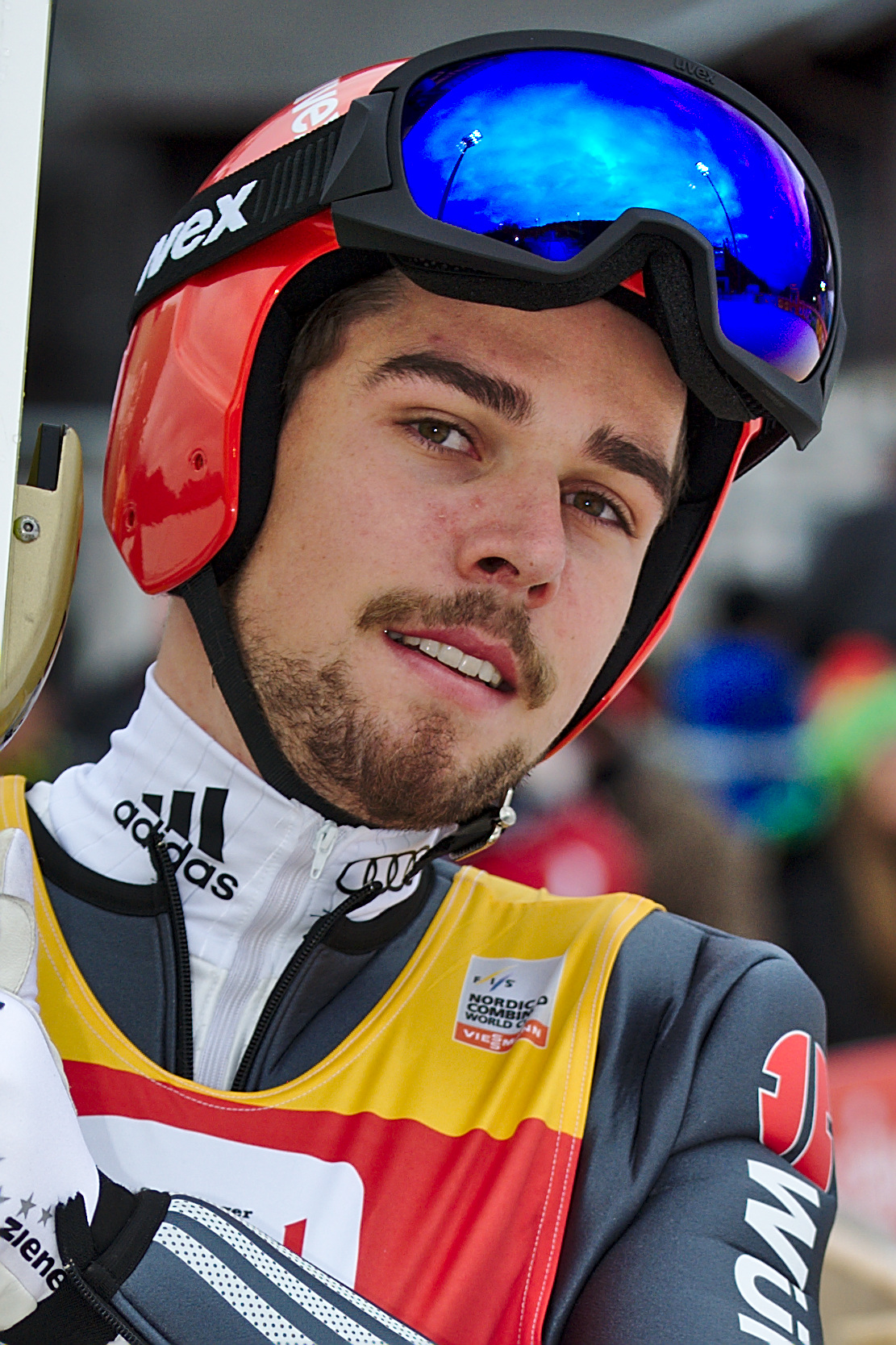
DM '14: J. Rydzek

Der Einzelwettbewerb fand am 4. Oktober 2014 in der Gundersen-Methode (HS108/10 km) statt. Es waren 29 Athleten gemeldet, von denen allen in die Wertung kamen. Wolfgang Bösl zeigte den besten Sprung des Tages, konnte seinen Vorsprung allerdings nicht halten und wurde schließlich Sechster. Die beste Laufleistung zeigte Manuel Faißt, der sich allerdings nach dem Sprunglauf jegliche Chancen zunichtegemacht hatte. Deutscher Meister wurde Johannes Rydzek, der sich im Zielsprint gegen Fabian Rießle durchsetzen konnte.
| Platz | Name             | Verein                             | Sprungpunkte | Laufzeit | Rückstand |
| ----- | ---------------- | ---------------------------------- | ------------ | -------- | --------- |
| 01.   | Johannes Rydzek  | SC Oberstdorf                      | 126,5        | 21:43,2  |           |
| 02.   | Fabian Rießle    | SZ Breitnau                        | 129,0        | 21:53,9  | +0,7      |
| 03.   | Eric Frenzel     | WSC Erzgebirge Oberwiesenthal/BwFb | 133,0        | 22:12,1  | +2,9      |
| 04.   | Tino Edelmann    | SC Motor Zella-Mehlis              | 127,0        | 21:51,0  | +5,8      |
| 05.   | Björn Kircheisen | WSV 08 Johanngeorgenstadt/BPOL     | 137,0        | 21:44,8  | +13,6     |
| 06.   | Wolfgang Bösl    | SK Berchtesgaden                   | 137,5        | 22:46,4  | +21,2     |
| 07.   | Manuel Faißt     | SV Baiersbronn                     | 120,0        | 21:39,6  | +22,4     |
| 08.   | Jakob Lange      | WSV Kiefersfelden                  | 120,5        | 21:42,9  | +23,7     |
| 09.   | Johannes Wasel   | SV Baiersbronn                     | 120,5        | 21:50,3  | +31,3     |
| 10.   | Michael Dünkel   | SWV Goldlauter                     | 122,0        | 22:00,4  | +35,2     |

### Teamsprint (2 × 7,5 km)
Der Teamsprint fand am 5. Oktober 2014 auf der Normalschanze und über 2 × 7,5 km statt. Es waren 28 Athleten in 14 Teams mit je zwei Kombinierern gemeldet, die alle gewertet wurden. Lange/Rydzek konnte mit der besten Laufleistung den Meistertitel gewinnen.
| Platz | Team                      | Name                          | Verein                                                  | Sprungpunkte | Laufzeit | Rückstand |
| ----- | ------------------------- | ----------------------------- | ------------------------------------------------------- | ------------ | -------- | --------- |
| 01.   | Bayern (BSV) I            | Jakob Lange Johannes Rydzek   | WSV Kiefersfelden SC Oberstdorf                         | 248,0        | 34:40,2  |           |
| 02.   | Sachsen (SVSAC) I         | Björn Kircheisen Eric Frenzel | WSV 08 Johanngeorgenstadt WSC Erzgebirge Oberwiesenthal | 250,0        | 34:49,7  | +5,5      |
| 02.   | Baden-Württemberg (SBW) I | Manuel Faißt Fabian Rießle    | SV Baiersbronn SZ Breitnau                              | 251,5        | 34:52,7  | +5,5      |
| 04.   | Thüringen (TSV) I         | Tino Edelmann Michael Dünkel  | SC Motor Zella-Mehlis SWV Goldlauter                    | 232,5        | 35:05,0  | +55,8     |
| 05.   | Sachsen (SVSAC) II        | Dominik Schwaar Tom Lubitz    | SC Sohland VSC Klingenthal                              | 238,0        | 35:37,0  | +1:16,8   |

### Junioren Einzel
Der Einzelwettbewerb der Junioren fand gleichzeitig mit dem Gundersen-Wettkampf der Herren statt. Es waren 16 Athleten gemeldet.
| Platz | Name            | Verein            | Sprungpunkte | Laufzeit | Rückstand |
| ----- | --------------- | ----------------- | ------------ | -------- | --------- |
| 01.   | Jakob Lange     | WSV Kiefersfelden | 120,5        | 21:42,9  |           |
| 02.   | Tom Lubitz      | VSC Klingenthal   | 121,0        | 21:59,6  | +14,7     |
| 03.   | Dominik Schwaar | SC Sohland        | 121,0        | 22:24,0  | +39,1     |
| 04.   | Vinzenz Geiger  | SC Oberstdorf     | 114,0        | 22:56,3  | +1:39,4   |
| 05.   | Paul Hanf       | SC Warmensteinach | 113,5        | 23:07,9  | +1:53,9   |